# Oglasa defixa
Oglasa defixa là một loài bướm đêm trong họ Noctuidae.